# Matt Servitto
Matthew Joseph „Matt” Servitto (ur. 7 kwietnia 1965 w Teaneck) – amerykański aktor filmowy, telewizyjny i głosowy. Absolwent Notre Dame High School w Harper Woods i Juilliard School.

## Filmografia
- 1989–1990: Wszystkie moje dzieci jako Trask Bodine
- 1992: Zabić Holendra jako Bo Weinberg
- 1992: Mad Dog Coll jako Lucky Luciano
- 1998: Stan oblężenia jako dziennikarz
- 1998: Śmierć Gianniego Versace jako David Madson
- 1999: Cherry jako Customer
- 1999: Saturn jako dr Wrye
- 1999–2007: Rodzina Soprano jako agent Dwight Harris
- 1999–2010: Prawo i bezprawie jako U.S. Attorney Horvath / Jordan Grimaldi
- 2000: Two Family House jako Chipmun
- 2001: Height of Cool jako Uncle Sal
- 2001–2003: Prawo i porządek: sekcja specjalna jako Fred Hopkins / Doug / Dr. Brad Stanton
- 2002–2003: Hack jako Marty Glavin
- 2001–2005: Prawo i porządek: Zbrodniczy zamiar jako Jim Radcliff / Derek Freed
- 2002: Mafia: The City of Lost Heaven jako Sam (głos)
- 2002: Zbrodnia i kara (Crime and Punishment) jako Razumikhin, przyjaciel Rodiona
- 2002: Garmento jako Louie Purdaro
- 2003: Rhinoceros Eyes jako Bundy
- 2003: Nola jako ojczym Noli
- 2004: Melinda i Melinda jako Jack Oliver
- 2005: Hitch: Najlepszy doradca przeciętnego faceta jako Eddie
- 2006: Beautiful Ohio jako pan Cubano
- 2006: Futro: Portret wyobrażony Diane Arbus jako Handsome Client
- 2006:  Mentor jako Howard
- 2006: Strach przed pływaniem jako dyrektor szkoły Miwaski
- 2006–2008: Brotherhood jako Representative Donatello
- 2007: I Do & I Don't jako Dick Stelmack
- 2007: Zaczarowana jako Arty
- 2007: The Agency jako Lionel Calvin
- 2007: Spinning Into Butter jako Mike Olsen
- 2007: Wifey jako Milo
- 2007: Życie od kuchni jako doktor
- 2008: The Project jako Dan Masterson
- 2009: The Superagent jako Steve Blank
- 2009: Welcome to Academia jako Weldman
- 2009: Wyznania zakupoholiczki jako Head Waiter
- 2009: Big Fan jako Detective Velard
- 2010: Superego jako gospodarz telewizyjny
- 2010: Stosunki międzymiastowe jako Hugh
- 2010: Szpital Miłosierdzia jako Frank Sloan
- 2011: Star Wars: The Old Republic jako Additional Voices (głos)
- 2011–2012: Harry's Law jako Judge Lucas Kirkland
- 2012: Hannah Has a Ho-Phase jako Bob
- 2012: Price Check jako Jim Brady
- 2012: Siła perswazji jako Supplier
- 2013–2016: Banshee jako zastępca Brock Lotus
- 2013–2016: Banshee Origins jako Deputy Brock Lotus
- 2013–2017: Your Pretty Face Is Going to Hell jako Szatan
- 2014: Foreclosure jako oficer Wright
- 2016: Zeroes jako SS
- 2016: Czarna lista jako dr Sebastian Reifler
- 2017: Making History jako Paul Revere
- 2017: The Night Watchmen jako Willy
- 2017–2018: Agenci NCIS: Nowy Orlean jako Captain Estes
- 2017–2018: Billions jako Bob Sweeney
- 2018: Homeland jako agent Maslin